# Damien Tixier
Damien Florian Gérald Tixier (ur. 23 czerwca 1980 w Nîmes) – francuski piłkarz występujący na pozycji obrońcy.

## Kariera
Swoją karierę rozpoczął w czwartoligowym klubie Stade Beaucairois. W 2000 przeszedł do portugalskiego zespołu Naval 1º Maio, grającego w drugiej lidze, a w 2002 został zawodnikiem pierwszoligowej Académiki Coimbra. W Primeira Liga zadebiutował 25 sierpnia 2002 w przegranym 0:2 meczu ze Sportingiem, a 13 września 2003 w wygranym 2:1 pojedynku z Vitórią Guimaraes strzelił swojego pierwszego gola w tych rozgrywkach.
W 2005 przeniósł się do drużyny ligowego rywala – União Leiria. W styczniu 2007 odszedł z kolei do francuskiego RC Lens. Swój pierwszy mecz w Ligue 1 rozegrał 10 lutego 2007 przeciwko FC Sochaux-Montbéliard (3:1). W sezonie 2006/2007 zajął z klubem 5. miejsce w lidze.
W 2007 odszedł do drugoligowego zespołu Le Havre AC, z którym w sezonie 2007/2008 awansował do Ligue 1, zaś w kolejnym spadł z powrotem do Ligue 2. Wówczas przeszedł z Le Havre do szwajcarskiego Neuchâtel Xamax. W Swiss Super League zadebiutował 1 sierpnia 2009 w przegranym 1:3 pojedynku z FC Sion. Z Neuchâtel odszedł w marcu 2010.
Następnie wrócił do Francji, gdzie w lipcu 2010 podpisał umowę z drugoligowym FC Nantes. Następnie był zawodnikiem takich zespołów jak Chaumont FC, ES Uzès Pont du Gard oraz AS Montaren. W 2015 zakończył karierę.

### Statystyki ligowe
| Rozgrywki          | Kraj       | Poziom | Kluby                           | Mecze | Gole |
| ------------------ | ---------- | ------ | ------------------------------- | ----- | ---- |
| Ligue 1            | Francja    | I      | RC Lens, Le Havre AC            | 29    | 0    |
| Ligue 2            | Francja    | II     | Le Havre AC, FC Nantes          | 31    | 0    |
| National           | Francja    | III    | ES Uzès Pont du Gard            | 2     | 0    |
| CFA                | Francja    | IV     | Stade Beaucairois               | 24    | 3    |
| Primeira Liga      | Portugalia | I      | Académica Coimbra, União Leiria | 106   | 2    |
| Segunda Liga       | Portugalia | II     | Naval 1º Maio                   | 54    | 1    |
| Swiss Super League | Szwajcaria | I      | Neuchâtel Xamax                 | 19    | 0    |